# Bolay, Taşkent
Bolay là một thị trấn thuộc huyện Taşkent, tỉnh Konya, Thổ Nhĩ Kỳ. Dân số thời điểm năm 2011 là 565 người.